# نیکولاس ایلوارد ویگورس
نیکولاس ایلوارد ویگورس (به انگلیسی: Nicholas Aylward Vigors) (زاده ۱۷۸۵ - درگذشته ۲۶ اکتبر ۱۸۴۰) جانورشناس و سیاست‌مدار ایرلندی بود.

## زندگی‌نامه
ویگورس در اولد لیلین در شهرستان کارلو به دنیا آمد. او در کالج ترینیتی در آکسفورد درس خواند و سپس از ۱۸۰۹ تا ۱۸۱۱ در جنگ شبه جزیره خدمت کرد. او سپس به آکسفورد برگشت، مدرک کارشناسی هنر خود را در ۱۸۱۵ و کارشناسی ارشد را در ۱۸۱۷ گرفت.
او یکی از بنیان‌گذاران انجمن جانورشناسی لندن در سال ۱۸۲۶ بود و نخستین رئیس آن در ۱۸۳۳ گشت. در آن سال، او بنیادی را بنا نهاد که بعدها انجمن حشره‌شناسی پادشاهی لندن شد. او همچنین از اعضای برجسته انجمن لینه لندن و انجمن سلطنتی بود. ویگورس نویسنده ۴۰ مقاله علمی بود که بیشترشان دربارهٔ حشره‌شناسی بودند. او همچنین نویسندگی بخشی از کتاب نامدار جان گولد سده‌ای از پرندگان کوه‌های هیمالیا (۱۸۳۲–۱۸۳۰) را بر دوش داشت.